# Municipio de Pipestem Valley
El municipio de Pipestem Valley (en inglés: Pipestem Valley Township) es un municipio ubicado en el condado de Stutsman en el estado estadounidense de Dakota del Norte. En el año 2010 tenía una población de 35 habitantes y una densidad poblacional de 0,38 personas por km².

## Geografía
El municipio de Pipestem Valley se encuentra ubicado en las coordenadas 47°12′2″N 99°1′58″O / 47.20056, -99.03278. Según la Oficina del Censo de los Estados Unidos, el municipio tiene una superficie total de 92.83 km², de la cual 92,23 km² corresponden a tierra firme y (0,65 %) 0,6 km² es agua.

## Demografía
Según el censo de 2010, había 35 personas residiendo en el municipio de Pipestem Valley. La densidad de población era de 0,38 hab./km². De los 35 habitantes, el municipio de Pipestem Valley estaba compuesto por el 100 % blancos. Del total de la población el 0 % eran hispanos o latinos de cualquier raza.